# Клеопатра Селена II

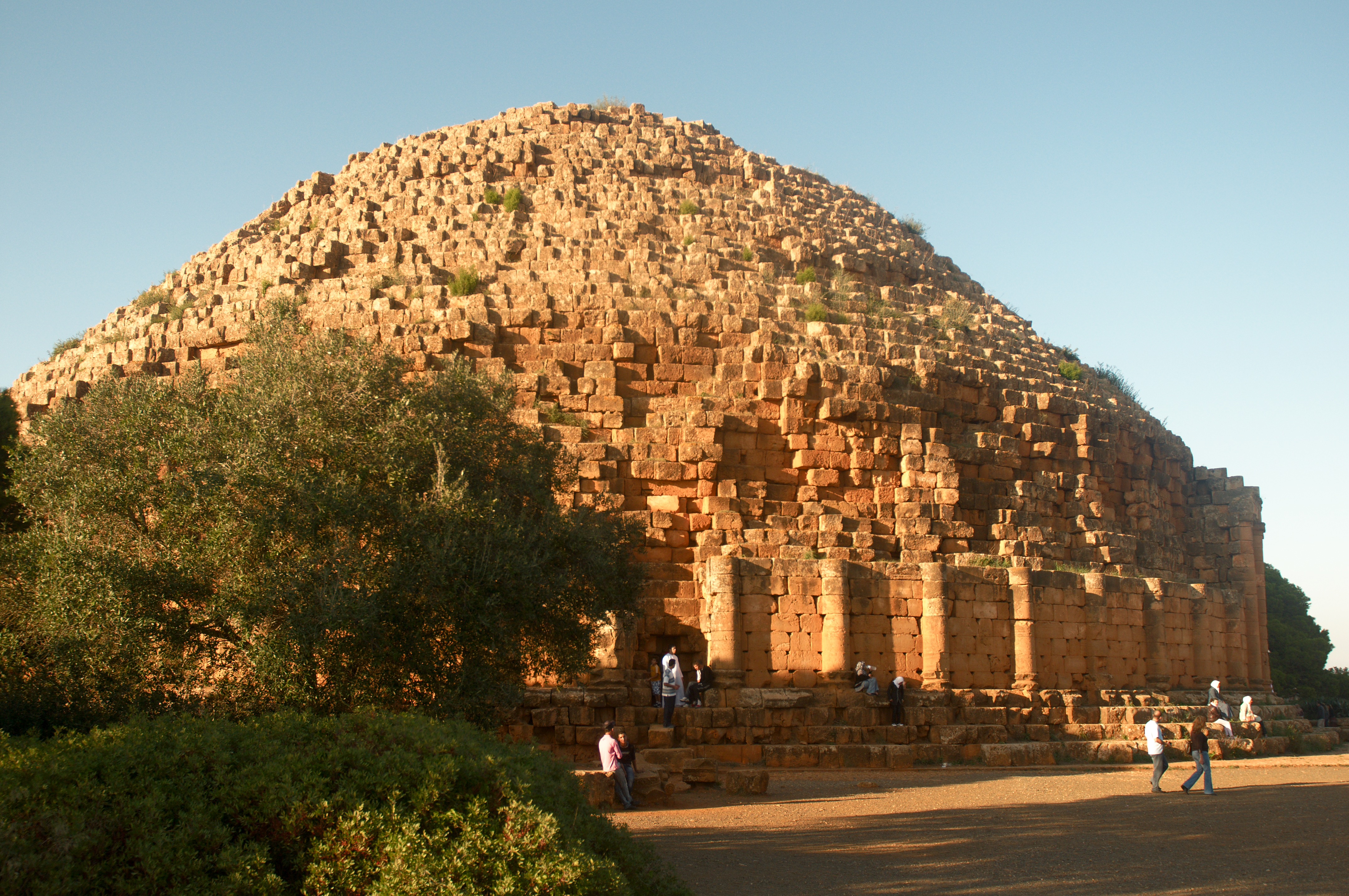
Царська гробниця в Тіпазі, місце поховання Клеопатри Селени та її чоловіка - Юби II Мавританського

Клеопатра Селена II (25 грудня 40 до н.е — 9 березня 5 до н. е.) — державна діячка Єгипту та Мавретанії. Остання представниця роду Птолемеїв і дуже пишалася цим.
У 37 році Антоній визнав Клеопатру Селену законною дочкою і одружився з її матір'ю Клеопатрою VII. У 34 році він проголосив Селену царицею Кирени і Лівії.

## Опис
Походила з давньоримського роду нобілів Антоніїв і роду Птолемеїв. Донька Марка Антонія, консула 44 року до н. е. і Клеопатри, цариці Єгипту. Сестра-близнючка Александра Геліоса. У 37 році до н. е. Антоній визнав Селену законною дочкою і одружився з її матір'ю. У 34 році до н. е. була оголошена царицею Кирени та Лівії. Деякий час мала титул Клеопатри Селени I (або Клеопатри VIII).
Після поразки та загибелі Антонія у 30 році до н. е., Клеопатра Селена II, разом зі своїм братом, були взяті в полон Октавіаном Августом й у 29 році до н. е. проведена в тріумфі у Римі. Після цього виховувалася в будинку Октавії, сестри Октавіана і дружини Антонія.
У Римі Клеопатра Селена II була відкрита для культурних та інтелектуальних чудес величезної імперії. Як і належить жінці шляхетного походження, вона здобула виняткову освіту, вивчаючи грецьку та латинську літературу, філософію та риторику. Вільно володіючи кількома мовами, зокрема єгипетською, вона підтримувала зв’язки зі своєю спадщиною і вправно орієнтувалася в складному світі дипломатії.
У 25 році до н. е. Клеопатра Селена II була видана заміж за Юбу, царя Мавретанії. Після цього переїхала до країни чоловіка, де займалася гуманітарними справами, допомогою Юбі з державних питань.
Юба і Селена правили спільно 20 років (52 р. до н.е. — 23 р.). Клеопатрі Селені II не судилося до самої смерті знову побувати в Єгипті, за яким вона сумувала. Могилу для Селени і Юби почали будувати в 3 р. до н.е. Вона розташована в прибережній частині Алжиру, нині місто Тіпаза.

## Зображення Селени
У Шершелі (в минулому Цезаріон) знаходиться біломармуровий бюст суворої і сумної жінки з грубуватими рисами короткого, майже чоловічого обличчя, з ретельно укладеними короткими локонами — цариці Мавританії Клеопатри Селени II.
У 2012 році італійський єгиптолог Джузеппіна Капріотті (італ. італ.Giuseppina Capriotti встановила передбачувані образи Олександра Геліоса і Клеопатри Селени II. За допомогою стилістичного і іконографічного аналізу, розробленого польським Центром середземноморської археології Варшавського університету (пол. entrum Archeologii Śródziemnomorskiej Uniwersytet Warszawski), Джузеппіна досліджувала 10-метрову статую дітей з піщанику, знайдену в 1918 році на західному березі Нілу, неподалік від храмового комплексу Дендера [en], статуя зберігалася в Каїрському єгипетському музеї.
Зокрема, дослідниця звернула увагу, що у хлопчика на голові розташований сонячний диск, в той час як у дівчинки — місячний диск і півмісяць. Обидва диска декоровані давньоєгипетських символом у формі ока, відомим як Уаджат. Дві змії біля ніг дітей, імовірно кобри, також ототожнюються з сонцем і місяцем. У дітей кругла форма обличчя, маленьке підборіддя і великі очі, подібно людям епохи правління Клеопатри VII.
«На жаль особи статуй збереглися погано, проте добре помітно, що у хлопчика кучеряве волосся, а з правого боку голови — коса, що типово для єгипетських дітей того часу. Зачіску дівчинки можна асоціювати з династією Птолемеїв, і особливо, з Клеопатрою», — розповідала Джузеппіна Капріотті.
На монетах Клеопатра Селена II зображена із зачіскою на прямий проділ, як у Лівії.

## Родина
Чоловік — Юба II, цар Мавретанії.
Діти:
- син — Птолемей
- донька — Друзілла.

## Поховання
Похована у Мавретанському королівському мавзолеї разом зі своїм чоловіком Юбом II — королем Нумідії і Мавретанії в Алжирі.

## Образ Клеопатри Селени II в мистецтві
- Є головною героїнею роману Мішель Моран[en] «Дочка Клеопатри».
- Їй присвячена трилогія Франсуази Шандернагор «Забута цариця».